# Christopher Jarzynski
Christopher Jarzynski (* 23. November 1965 in Washington, D.C.) ist ein US-amerikanischer Physiker.
Christopher Jarzynski studierte Physik an der Princeton University mit dem Bachelor-Abschluss 1987 und wurde 1994 an der University of California, Berkeley, promoviert. In seiner Dissertation bei Wladyslaw Swiatecki untersuchte er adiabatische Invarianten chaotischer Systeme der klassischen Physik. Als Post-Doktorand war er 1994 bis 1996 am Institut für Kerntheorie der University of Washington. Ab 1999 war er am Los Alamos National Laboratory, bevor er 2006 Associate Professor und ab 2010 Professor an der University of Maryland in College Park wurde. Er ist dort Distinguished Professor für Chemie und Biochemie mit gleichzeitiger Anstellung in der Abteilung Physik und am Institute for Science and Technology, dessen Direktor er 2014 bis 2019 war.
Er befasst sich mit statistischer Mechanik des Nichtgleichgewichts und ist insbesondere bekannt für die Untersuchung der Anwendung der Gesetze der Thermodynamik auf Systeme im Nanobereich. Dabei untersuchte er auch biologische Systeme, einzelne Moleküle und molekulare Maschinen, die Thermodynamik von Informationsverarbeitung (u. a. Modelle für Maxwell’s Dämon) und Adiabatische Zustandsänderungen in quantenmechanischen, klassischen und stochastischen Systemen. Das Adiabatische Theorem der Quantenmechanik erlaubt Kontrolle quantenmechanischer Systeme, solange die Zustandsänderung langsam verläuft, Jarzynski untersuche, inwieweit die Kontrolle auch bei schnelleren Änderungen bestehen bleibt. In seiner Zeit in Los Alamos befasste er sich auch mit Proteinstrukturvorhersage.
1997 fand er eine Identität (Jarzynski-Gleichung) die Fluktuationen im Nichtgleichgewicht mit den Differenzen der freien Energie im Gleichgewicht verbindet. Sie wurde experimentell vielfach bestätigt und fand Anwendungen in Biophysik und Chemie.
Er ist Fellow der American Physical Society und der American Academy of Arts and Sciences. Jarzynski erhielt 2005 den Sackler-Preis für Chemie (Physical Science) und 2019 den Lars-Onsager-Preis. 2020 wurde er Mitglied der National Academy of Sciences.

## Schriften (Auswahl)
- Nonequilibrium Equality for Free Energy Differences, Phys. Rev. Lett., Band 78,  1997, S. 2690 (Jarzynski-Gleichung)
- Equalities and inequalities: Irreversibility and the second law of thermodynamics at the nanoscale, Annu. Rev. Condens. Matter Phys, Band. 2, 2011, S. 329–351
- mit D. Mandal: Work and information processing in a solvable model of Maxwell’s demon, Proc. Natl. Acad. Sci. (USA), Band 109, 2012, S. 11641–11645
- mit S. Deffner: Information processing and the second law of thermodynamics: an inclusive, Hamiltonian approach, Phys. Rev. X, Band 3, 2013, S. 041003
- Stochastic and macroscopic thermodynamics of strongly coupled systems, Phys. Rev. X, Band 7, 2017, S. 011008
- mit A. Patra: Shortcuts to adiabaticity using flow fields, New J. Phys., Band 19, 2017, S. 125009
- mit  O. Maillet u. a.: Optimal probabilistic work extraction beyond the free energy difference with a single-electron device, Phys. Rev. Lett., Band 122, 2019, S. 150604
- mit U. Çetiner, O. Raz, S. Sukharev: Recovery of equilibrium free energy from nonequilibrium thermodynamics with mechanosensitive ion channels in E. coli, Phys. Rev. Lett., Band 124, 2020, S. 228101
- mit A. Seif, M. Hafezi: Machine learning the thermodynamic arrow of time, Nature Physics, Band 17, 2021, S. 105–113, doi:10.1038/s41567-020-1018-2